# Хламово (Череповецкий район)
Хламово — деревня в Череповецком районе Вологодской области.
Входит в состав Мяксинского сельского поселения, с точки зрения административно-территориального деления — в Мяксинский сельсовет.
Расстояние по автодороге до районного центра Череповца — 31 км, до центра муниципального образования Мяксы — 2 км. Ближайшие населённые пункты — Лукинское, Быстрино, Мякса, Шилово, Вощажниково.
По переписи 2002 года население — 11 человек.